# Роза Джамалі
Роза Джамалі (перс. رزا جمالی, нар. 19 листопада 1977, Тебріз, Іран) ― іранська поетеса, перекладачка, сценаристка, літературна критикиня і драматургиня.

## Освіта та кар'єра
Вивчала драму в Тегеранському університеті мистецтв, згодом здобула ступінь магістра з англійської літератури в Тегеранському університеті.
Її дебютна збірка віршів «Це мертве тіло не є яблуком, це або огірок, або груша» була опублікована в 1997 році й викликала величезний інтерес літературних журналів і появу великої кількості статей і відгуків. Ця книга дала поштовх для розвитку перської поезії в новому руслі. Основна її тема –– індивідуальність речей, що оточує нас у сучасному повсякденному житті з усіма його потребами. Того ж року вийшла друга збірка віршів «Обличчя», яку добре сприйняли критики. Ця збірка з її віршованими поетиками об'єднала різні типи дискурсів і реєстрів –– іноді архаїчні, іноді розмовні, письмові, формальні, неформальні, журналістські, наукові. Джамалі пристосувала музику з класичної перської поезії й пронизала її природними каденціями мови, зіставляючи довгі та короткі речення, наповнюючи її гірким і відмінним почуттям гумору. "Приготування кави до злочинної історії" присвячено мізогінії та злочинам проти жінок.
Її останні книги –– "Пісочний годинник швидкого сну" і "Заблоковані дороги", були високо оцінені за поєднання сучасності з міфами й темами перського містицизму.
За словами Уте Маргарет Сайн, перського критика поезії, вона сприйняла нові пейзажі у своєрідних образах і, як каже Британіка, експериментувала з новими стилями вираження в перській поезії.

## Творчий здобуток

### Поезія
- Це мертве тіло не є яблуком, це або огірок, або груша (перс. این مرده سیب نیست یا خیار است یا گلابی, 1997).
- Обличчя (перс. دهن کجی به تو, 1998).
- Приготування кави до злочинної історії (перс. برای ادامهٔ این ماجرای پلیسی قهوه‌ای دم کرده‌ام, 2002).
- Пісочний годинник швидкого сну (перс. این ساعت شنی که به خواب رفته‌است, 2011).
- Заблоковані дороги (перс. بزرگراه مسدود است, 2014).

### П'єси
- Тінь (перс. سایه, 2007).

### Переклади
- Плавання до Візантії, Yeats перською мовою.
- Будинок Едрізіса, роман Газалеха Ализаде [4]